# Župnija Maribor – Sveta Marija, Mati Cerkve
Župnija Maribor – Marija, Mati Cerkve, Maribor - Pobrežje je rimskokatoliška teritorialna župnija Dekanije Maribor, mariborskega naddekanata, ki je del Nadškofije Maribor.

## Sakralni objekti
- Cerkev svete Marije, Matere Cerkve, župnijska cerkev
- Kapela svete Marije Pomagaj, pokopališka kapela